# Lista de administradores da NASA

Selo da NASA

O cargo de Administrador da NASA já foi ocupado por treze pessoas diferentes, com o primeiro tendo sido Keith Glennan e o mais recente Bill Nelson, atualmente em exercício. O administrador é o oficial de mais alto-escalão da Agência Nacional da Aeronáutica e Espaço (NASA), sendo nomeado pelo Presidente dos Estados Unidos com a aprovação do Senado. O cargo de administrador foi criado junto com a NASA por meio do Decreto Nacional da Aeronáutica e Espaço de 1958. Sua função é atuar como o principal conselheiro científico e espacial do presidente, além de "liderar a equipe da NASA e gerenciar seus recursos para avançar a Visão da Exploração Espacial".
De todos os administradores, James Fletcher é o único que ocupou o cargo em duas ocasiões diferentes; primeiro de 1971 a 1977 durante as presidências de Richard Nixon, Gerald Ford e Jimmy Carter, e depois de 1986 a 1989 sob Ronald Reagan e George H. W. Bush. Daniel Goldin foi quem ocupou o cargo por mais tempo: quase dez anos de 1992 a 2001 com os presidentes George H. W. Bush, Bill Clinton e George W. Bush. Thomas Paine foi quem teve o mandato mais curto com pouco mais de um ano de 1969 a 1970 sob Richard Nixon. Richard Truly e Charles Bolden são os únicos ex-astronautas a também ocuparem o posto de administrador.

## Administradores
| Nº | Administrador     | Administrador   | Início do mandato       | Fim do mandato         | Adjunto                                 | Presidente           | Ref    |
| -- | ----------------- | --------------- | ----------------------- | ---------------------- | --------------------------------------- | -------------------- | ------ |
| 1  |                   | Keith Glennan   | 19 de agosto de 1958    | 20 de janeiro de 1961  | Hugh Dryden                             | Dwight D. Eisenhower | [ 8 ]  |
| 2  |                   | James Webb      | 13 de fevereiro de 1961 | 7 de outubro de 1968   | Hugh Dryden Robert Seamans Thomas Paine | John F. Kennedy      | [ 9 ]  |
| 2  | Lyndon B. Johnson | James Webb      | 13 de fevereiro de 1961 | 7 de outubro de 1968   | Hugh Dryden Robert Seamans Thomas Paine |                      | [ 9 ]  |
| 3  |                   | Thomas Paine    | 21 de março de 1969     | 15 de setembro de 1970 | George Low                              | Richard Nixon        | [ 5 ]  |
| 4  |                   | James Fletcher  | 27 de abril de 1971     | 1 de maio de 1977      | George Low Alan M. Lovelace             | Richard Nixon        | [ 3 ]  |
| 4  | Gerald Ford       | James Fletcher  | 27 de abril de 1971     | 1 de maio de 1977      | George Low Alan M. Lovelace             |                      | [ 3 ]  |
| 4  | Jimmy Carter      | James Fletcher  | 27 de abril de 1971     | 1 de maio de 1977      | George Low Alan M. Lovelace             |                      | [ 3 ]  |
| 5  |                   | Robert Frosch   | 21 de junho de 1977     | 20 de janeiro de 1981  | Alan M. Lovelace                        | [ 10 ]               |        |
| 6  |                   | James Beggs     | 10 de julho de 1981     | 4 de dezembro de 1985  | Hans Mark William Robert Graham         | Ronald Reagan        | [ 11 ] |
| 7  |                   | James Fletcher  | 12 de maio de 1986      | 8 de abril de 1989     | William Robert Graham Dale D. Myers     | Ronald Reagan        | [ 3 ]  |
| 7  | George H. W. Bush | James Fletcher  | 12 de maio de 1986      | 8 de abril de 1989     | William Robert Graham Dale D. Myers     |                      | [ 3 ]  |
| 8  |                   | Richard Truly   | 1 de julho de 1989      | 31 de março de 1992    | Dale D. Myers J. R. Thompson            | [ 6 ]                |        |
| 9  |                   | Daniel Goldin   | 1 de abril de 1992      | 17 de novembro de 2001 | J. R. Thompson Nenhum                   | [ 4 ]                |        |
| 9  | Bill Clinton      | Daniel Goldin   | 1 de abril de 1992      | 17 de novembro de 2001 | J. R. Thompson Nenhum                   | [ 4 ]                |        |
| 9  | George W. Bush    | Daniel Goldin   | 1 de abril de 1992      | 17 de novembro de 2001 | J. R. Thompson Nenhum                   | [ 4 ]                |        |
| 10 |                   | Sean O'Keefe    | 21 de dezembro de 2001  | 13 de dezembro de 2004 | Nenhum Frederick Gregory                | [ 12 ]               |        |
| 11 |                   | Michael Griffin | 13 de abril de 2005     | 20 de janeiro de 2009  | Frederick Gregory Shana Dale            | [ 2 ]                |        |
| 12 |                   | Charles Bolden  | 17 de julho de 2009     | 20 de janeiro de 2017  | Lori Garver Dava Newman                 | Barack Obama         | [ 7 ]  |
| 13 |                   | Jim Bridenstine | 23 de abril de 2018     | 20 de janeiro de 2021  | James Morhard                           | Donald Trump         | [ 13 ] |
| 14 |                   | Bill Nelson     | 3 de maio de 2021       | em exercício           | Pamela Melroy                           | Joe Biden            | [ 14 ] |